# اعزيب بن رحال (الحجرو الشريفة)
اعزيب بن رحال هو دُوَّار يقع بجماعة لعجاجرة، إقليم مولاي يعقوب، جهة فاس مكناس في المملكة المغربية. ينتمي الدوّار لمشيخة الحجرو الشريفة التي تضم 23 دوار. يقدر عدد سكانه بـ 64 نسمة حسب الإحصاء الرسمي للسكان والسكنى لسنة 2004.

## روابط خارجية
- البوابة الوطنية للجماعات الترابية
- المندوبية السامية للتخطيط